# José Campo Castañón
José Campo Castañon (Moreda de Aller, 21 de junio de 1921 - 16 de mayo de 1992) fue un célebre poeta y escritor de Asturias, España.
Hijo de un minero, conoció la revolución de 1934, la guerra civil y la muerte de su padre en 1941. Entró a trabajar como funcionario el Ayuntamiento de Moreda de Aller después de sufrir un accidente en la mina que lo incapacitó. Fundó en 1978 la Tertulia Lliteraria Ayerana. Desarrolló una poesía de circunstancias donde los hechos cotidianos como el trabajo, la caza, el pueblo, ..., son los que reflejan sus poemas.